# Lady!!
Lady!! (яп. レディ!! Рэди!!) — сёдзё-манга Ханабусы Ёко, выходившая в журнале Hitomi Comics с 1987 по 1993 год. В формате танкобонов публиковалась издательством Akita Shoten, всего было выпущено 12 томов. Манга была адаптирована в два аниме-сериала под названиями Lady Lady!! и Hello! Lady Lynn соответственно. Их создала студия Toei Animation.

## Сюжет
Маленькая Линн и её мать отправляются из Японии в Англию, где живёт виконт Джордж Рассел, глава семейства, однако она попадают в автокатастрофу и женщина гибнет. Линн остаётся жить с Джорджем, в его особняке знакомится со своей сводной сестрой. Коварная баронесса Магдалина Вавебри, видя финансовые проблемы семьи, планирует выйти за Джорджа вопреки воли самого мужчины, но при вынужденной поддержке его отца.
Расселы со временем лишаются особняка, однако повзрослевшей Линн удаётся устроить свою жизнь и выйти замуж.

## Список персонажей
Линн Рассел (яп. リンラッセル Рин Рассэру) — Главная героиня. Линн — весёлая пятилетняя девочка; наполовину японка и наполовину англичанка: она — вторая дочь Джорджа Рассела и Мисудзу Мидорикавы. Её мать погибла в автокатастрофе, о чём сама Линн узнала лишь от баронессы Магдалины. Линн любит своего отца и сестру, заботится о них. Под руководством Артура учится ездить на лошадях. Её домашнее животное — кошечка по имени Королева.
Сэйю: Санаэ Миюки
Сара Фрэнсис Рассел (яп. セーラフランシスラッセル Сэ:ра Фурансису Рассэру) — Сводная сестра Линн, старше неё на 5 лет. Является старшей дочерью Джорджа и Фрэнсис Расселлов. Хотя внешне выглядит довольно мрачной и холодной, но в душе она очень добрая и заботливая. В отличие от Линн, Сара не помнит свою мать, так как та умерла вскоре после рождения Сары. Она очень хорошо рисует и превосходно играет на флейте.
Сэйю: Тиэко Хонда
Артур Дрейк Брайтон (яп. アーサードレイクブライトン А:са: Дорэйку Бураитон) — Старший сын и наследник благородной семьи Брайтон. Спокойный, сдержанный и очаровательный, Артур отлично ездит на лошадях; вместе с его благородным скакуном Алессандром, юноша выигрывает конкурс в конно-спортивном клубе. Он и Сара были друзьями еще задолго до того как Линн прибыла в Англию. Для Линн он является олицетворением «принца на белом коне».
Сэйю: Рё Хорикава
Эдуард Брайтон (яп. エドワードブライトン Эдова:до Бураитон) — Младший брат Артура. Энергичный и игривый юноша, он защищает Линн и готов на всё ради неё. Хотя он может кататься на лошадях, как его брат, он не может оседлать Алессандра, поскольку тот не позволяет ездить на себе никому, кроме Артура и Линн.
Сэйю: Хидэхиро Кикути
Джордж Рассел (яп. ジョージラッセル Дзё:дзи Рассэру) — Отец Линн и Сары. Мягкий и добрый человек, он любит своих детей и готов делать всё ради их спасения. Джордж работает на пределе своего здоровья. Его отец, герцог Уорберн, хочет чтобы Джордж женился на баронессе Вавебри для погашения долгов семьи, но он отказывается от этого.
Сэйю: Хидэюки Танака
Фрэнсис Рассел (яп. フランシスラッセル Фурансису Рассэру) — Первая жена Джорджа и мать Сары. Она была доброй и мягкой, очень заботилась о своих близких. Фрэнсис и Джордж впервые встретились в колледже. Она умело играла на флейте. Умерла, вскоре после рождения Сары, в связи с чем девочка не помнит её. Её портрет висит в Мраморном Особняке.
Мисудзу Мидорикава (яп. 緑川 美鈴 Мидорикава Мисудзу) — Мать Линн. Она познакомилась с Джорджем, когда тот был в Японии в командировке — того она привлекала своими чертами характера, напоминающими покойную Фрэнсис. Она погибла в автокатастрофе, защищая Линн. Мисудзу всегда желала, чтобы Линн стала истинной леди.
Сэйю: Кэйко Ёкозава
Баронесса Магдалина Вавебри (яп. モードリンウィバリー Мо:дорин Вибари:) — Тётя Сары и Линн; растит детей Томаса и Мэри — эта троица играет роль антагонистов истории. Магдалина хочет выйти замуж за Джорджа дабы ради престижа стать частью дворянского рода. Закрывает глаза на хулиганства своих детей, называя виновной во всём на Линн. Её семья очень богата и способна погасить задолженности Джорджа.
Сэйю: Эйко Масуяма
Томас Вавебри (яп. トマスウィバリー Томасу Вибари:) — Старший из братьев Вавебри, неисправимый лжец. Вместе со своей сестрой Мэри издевается над Линн. Любит играть с пистолетом — стреляет по розам и кошке Марии. Когда его шалости обнаруживают, Томас трусливо сбегает.
Сэйю: Кэйити Намба
Мэри Вавебри (яп. メアリウィバリー Мэари Вибари:) — Младшая сестра Томаса, в отличие от которого испытывает угрызения совести когда их шалости заходят слишком далеко.
Сэйю: Маюми Сё
Герцог Уорберн (яп. ウォーバン公爵 Во:бан-ко:сяку) — Отец Джорджа. Задумчивый и серьёзный мужчина; он отказывается признать Линн в качестве члена семьи. Оказывает давление на Джорджа, чтобы тот женился на баронессе Вавебри и решить его финансовые проблемы.
Сэйю: Кодзи Тотани
Изабель Монтгомери (яп. イザベルモンゴメリ Идзабэру Монгомэри) — Младшая сестра Ричарда и графиня Монтгомери. В отличие от брата добра и понимает чувства других людей. Симпатизирует Линн.